# D-Sides
D-Sides is een verzamelalbum van Gorillaz, bestaande uit B-kanten, remixes en niet eerder uitgebrachte nummers. Het album is uitgebracht op 19 november 2007.

## Nummers
CD 1
1. "68 State" – 4:48
2. "People" – 3:28
3. "Hongkongaton" – 3:34
4. "We Are Happy Landfill" – 3:39
5. "Hong Kong" – 7:15
6. "Highway (Under Construction)" – 4:20
7. "Rock It" – 3:30
8. "Bill Murray" – 3:53
9. "The Swagga" – 4:58
10. "Murdoc Is God" – 2:26
11. "Spitting Out the Demons" – 5:10
12. "Don't Get Lost in Heaven" (Original Demo Version) – 2:29
13. "Stop the Dams" – 5:39

CD 2
1. "DARE" (DFA Remix) – 12:14
2. "Feel Good Inc." (Stanton Warriors Remix) – 7:24
3. "Kids with Guns" (Jamie T's Turns to Monsters Mix) – 4:22
4. "DARE" (Soulwax Remix) – 5:42
5. "Kids with Guns" (Hot Chip Remix) – 7:09
6. "El Mañana" (Metronomy Remix) – 5:44
7. "DARE" (Junior Sanchez Remix) – 5:26
8. "Dirty Harry" (Schtung Chinese New Year Remix) – 3:53
9. "Kids with Guns" (Quiet Village Remix) – 10:08

Damon Albarn · Jamie Hewlett